# Brusy
Brusy là một thị trấn thuộc huyện Chojnicki, tỉnh Pomorskie ở bắc Ba Lan. Thị trấn có diện tích 5 km². Đến ngày 1 tháng 1 năm 2011, dân số của thị trấn là 4825 người và mật độ 928 người/km².